# آد تاک
آد تاک (هلندی: Ad Tak؛ زادهٔ ۸ ژوئن ۱۹۵۳) دوچرخه‌سوار اهل هلند است.